# Cemal Gürsel

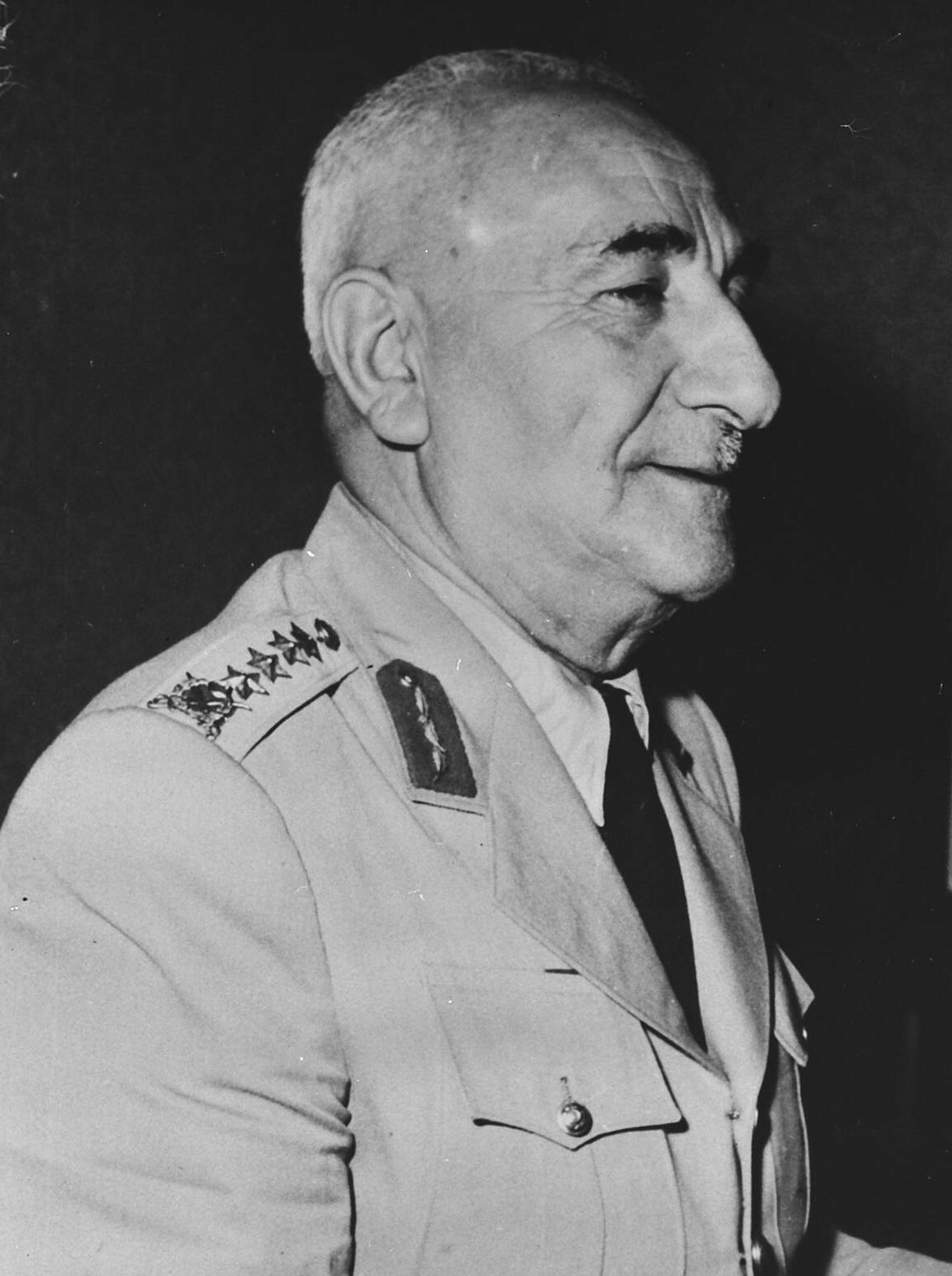
Cemal Gürsel

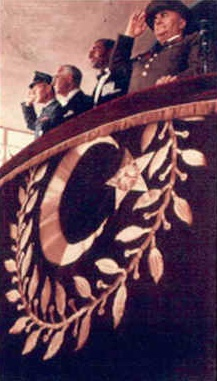
Staatsoberhaupt Gürsel und NATO-Befehlshaber General Norstad, USAF, 29. Oktober 1960

Cemal Gürsel (* 1895 in Erzurum; † 14. September 1966 in Ankara) war ein türkischer General und stand an der Spitze des Komitees der Nationalen Einheit, das am 27. Mai 1960 gegen Ministerpräsident Adnan Menderes putschte. Er war bis zum 28. März 1966 der vierte Staatspräsident der Türkei.

## Leben
Gürsel wurde 1895 als Sohn eines osmanischen Offiziers und als Enkel eines Paschas in Erzurum geboren. Nachdem er die Grundschule in Ordu abgeschlossen hatte, besuchte er die Militärschule in Erzincan und schloss dann in Istanbul die Kuleli Militärschule erfolgreich ab. Ab 1915 war er als Berufsoffizier tätig. Schon früh bekam er seinen Spitznamen Cemal Ağa.
Cemal Gürsel heiratete 1927 die Tochter eines Marineoffiziers, Melahat, und wurde Vater eines Sohnes namens Muzaffer.

## Militärische Laufbahn
Gürsel diente 45 Jahre im Türkischen Heer. Er kämpfte im Ersten Weltkrieg in der Schlacht von Gallipoli als Leutnant. Wenig später kämpfte er an der syrischen und palästinensischen Front. 1917 wurde Gürsel von den Briten gefangen genommen und bis 1920 in Ägypten festgehalten. Als ihn später ein ausländischer Reporter fragte, warum er nicht während seiner Gefangenschaft Englisch gelernt habe, antwortete Gürsel, dass ihn seine Gefangennahme so frustrierte, dass er statt Englisch Französisch lernte.
Nach seiner Freilassung kehrte Gürsel in die Türkei zurück und schloss sich der Bewegung von Mustafa Kemal Atatürk an. Er kämpfte von 1920 bis 1923 im türkischen Befreiungskrieg an der Westfront. Für seinen Einsatz in der Schlacht am Sakarya gegen die Griechen erhielt Gürsel später vom Parlament die Unabhängigkeitsmedaille.
Gürsel schloss 1929 die Generalstabsakademie Kara Harp Akademisi als Stabsoffizier ab. 1940 wurde er zum Oberst befördert, 1946 zum Brigadegeneral und Kommandeur der 65. Division und später der 12. Division. 
1953 wurde Gürsel Generalleutnant und Oberbefehlshaber der 3. Armee, die an der Grenze der Sowjetunion stationiert war. Nachdem er den Militärischen Geheimdienst geleitet hatte, wurde er am 21. August 1958 Befehlshaber des Türkischen Heeres. 
Durch seine lockere und väterliche Art und seinen Sinn für Humor war er sowohl in der türkischen Streitkräften als auch bei seinen NATO-Partnern beliebt.

## Präsidentschaft
Am 3. Mai 1960 wurde General Cemal Gürsel das Kommando über das Heer entzogen. Dies veranlasste, neben einem neuen Ermächtigungsgesetz, einige Offiziere der mittleren und unteren Ränge zum Militärputsch vom 27. Mai 1960. General Ragıp Gümüşpala ließ daraufhin verlautbaren, dass er mit seinen Truppen in Ankara einmarschieren und den Putsch beenden werde, falls der Anführer des Putsches keinen höheren Rang als er selber innehabe. Cemal Gürsel, der sich bis dahin noch in İzmir aufhielt, wurde mit einer Douglas DC-3 nach Ankara geflogen und traf dort um 11:30 Uhr ein. Um 16:00 Uhr hielt er als Anführer der Gruppe eine Ansprache im Radio. Gürsel war vom 28. Mai 1960 bis zum 26. Oktober 1961 sowohl Ministerpräsident als auch Oberbefehlshaber der Streitkräfte der Türkei. Nach dem Militärputsch begann er (nach iranischem Vorbild) wirtschaftliche Fünfjahrespläne aufzustellen. Dies führte zu einem Aufschwung der türkischen Wirtschaft. 
Im September 1960 gab er den Auftrag zu einer neuen Verfassung – „die zweite türkische Republik“, wie sie oft genannt wurde, sollte sich auf eine demokratische Verfassung begründen. Zum ersten Mal gab es ein Gründungsrecht für Gewerkschaften, Parteien (ohne gerichtliche Erlaubnis), Studentenvereinigungen und Vereine. Die Türkei stellte intensive Beziehungen zu den westeuropäischen Staaten, den Nah-Ost-Staaten und der Sowjetunion her. 
Mit Verabschiedung der neuen Verfassung wurde er am 26. Oktober 1961 Präsident der Türkei. Dieses Amt übte er bis zum 18. März 1966 aus, als er schließlich gesundheitsbedingt zurücktrat.
Die Politik der türkischen Militärs änderte sich 1966 nach dem Tod des liberalen und teilweise linksgerichteten bezeichneten Präsidenten radikal und führte 1971 zu einem Putsch rechter Militärs.

## Bestattung
Cemal Gürsel ist auf dem Türkischen Staatsfriedhof in Ankara begraben.